# NGC 2751
NGC 2751 (również PGC 25517) – galaktyka spiralna (Sbc), znajdująca się w gwiazdozbiorze Raka. Odkrył ją Albert Marth 28 marca 1864 roku.